# نیروی طبیعت خشکسالی ۲
نیروی طبیعت خشکسالی ۲ (به انگلیسی: Force of Nature: The Dry 2) یک فیلم استرالیایی معمایی هیجان انگیز به نویسندگی و کارگردانی رابرت کانولی است که در سال ۲۰۲۴ منتشر شد. این فیلم دنباله ای بر فیلم ۲۰۲۰ نیروی طبیعت خشکسالی است و بر اساس رمان ۲۰۱۷ "نیروی طبیعت"" ساخته شده است. توسط جین هارپر در آن اریک بانا ایفای نقش می‌کند و در نقش آرون فالک در کنار آنا تورو، دبورا-لی فرنس،  رابین مک‌لیوی، سیسی استرینگر، لوسی آنسل، ژاکلین مک‌کنزی، تونی بریگز، جرمی لیندزی تیلور و ریچارد راکسبورگ به ایفای نقش می‎‌پردازند.
این فیلم در تاریخ ۲۱ ژانویه ۲۰۲۴ در ملبورن نمایش داده‌شد. این فیلم توسط فیلم‌های نمایش جاده‌ای در ۸ فوریه ۲۰۲۴ در استرالیا اکران شد.

## داستان
یک سال پس از وقایع فیلم قبلی، پلیس فدرال استرالیا آرون فالک تلاش می‌کند تا اطلاعات بیشتری در مورد یک طرح پولشویی از یک کارمند شرکت، آلیس راسل دریافت کند، اما او از دادن اطلاعات بیشتر به او خودداری می‌کند.
روز بعد، او به همراه چهار کارمند دیگر، رئیسش جیل بیلی، دوست دوران کودکی لورن و خواهران برایانا و بتانی، به یک مکان پیاده روی شرکتی می‌رود.  سه روز بعد، فالک یک تماس نامفهوم از آلیس دریافت می‌کند که به سرعت از تماس خارج می‌شود، اما بعداً توسط کارمن کوپر، مامور دیگر مطلع می‌شود که شرکای کوهنوردی آلیس مجروح از سفر خود برگشته‌اند و آلیس گم شده‌است.  فالک و کوپر با مشکوک شدن به اینکه اتفاقی برای او افتاده‌است به دلیل سوت‌زن بودن، به سرعت به جستجو برای یافتن او می‌پیوندند.
در فلاش بک‌ها، مشخص می‌شود که مادر فالک نیز در طول یک سفر پیاده روی با او و پدرش از همان منطقه ناپدید شده است.  پس از روزها جستجوی خستگی ناپذیر برای او، این زوج سرانجام او را مجروح و دچار سوءتغذیه یافتند، اما او در نهایت مدت کوتاهی پس از آن درگذشت.
شرکای کوهنوردی آلیس فاش می‌کنند که در شب اول سفر، شوهر جیل، دانیل، که مسئول طرح شویی بود، با گروه ملاقات کرد و آلیس را از آنها دور کرد.  پس از آن، آلیس دیوانه و ناامید شد تا سفر را زودتر ترک کند، حتی پس از اینکه دانیل رفت.  برایانا که به دلیل نیش عنکبوت تار قیفی در بیمارستان بستری شده‌است، فاش می‌کند که نقشه را در حالت خماری خود اشتباه خوانده است و باعث گم شدن گروه شده‌است.  هنگام تلاش برای تعقیب رودخانه به خانه، نقشه در آب می‌افتد و لورن هنگام تلاش برای بازیابی آن مجروح می‌شود. بتانی بعداً به فالک اعتراف می‌کند که قبلاً مشکلی با موادمخدر داشته است، که به دلیل گزارش همسایه‌هایش به خاطر فروش وسایل خواهرش در ازای پول مواد مخدر و در نتیجه عدم اعتماد آلیس به او، منجر به گذراندن دوران زندان او شده است.
همانطور که گروه به راه خود ادامه می‌دهد، جیل متوجه می‌شود که آلیس ظاهراً عمداً گروه را در مسیر اشتباهی هدایت می‌کند و عصبانی می‌شود.  روز بعد، گروه یک کابین متروکه را کشف می‌کنند و تصمیم می‌گیرند تا شب را در آنجا بمانند، علی‌رغم اعتراض آلیس.  بعداً، آنها قبر یک سگ را کشف می کنند و باعث می شود آلیس اصرار کند که ممکن است در شکار یک قاتل سریالی بدنام باشند که قربانیان خود را با استفاده از سگش فریب می داد، اما گروه در حالی که سعی می کند آنها را متقاعد کند که ترک کنند، ترس او را از بین می برند.  کابین.  فالک با استفاده از جزئیاتی در مورد خفاش‌ها از بازگویی وقایع گروه، می‌تواند کابین را پیدا کند، جایی که جسد آلیس را در همان نزدیکی پیدا می‌کند، و یک تار عنکبوت قیفی مختل را در نزدیکی بدن او کشف می‌کند که به بریانا اشاره می‌کند که مقصر است.  پس از تحت فشار قرار گرفتن، برایانا اعتراف می کند که جسد آلیس را پیدا کرده است و با این باور که خواهرش قاتل است، جسد را از ترس زندانی شدن دوباره بتانی پنهان کرد و در طی آن او روی تار قیف افتاد.  برایانا همچنین فاش می کند که این همسایگان نبودند که دزدی بتانی را گزارش کردند، بلکه او بود.
در طول این ماجرا، فالک متوجه دعوای دختران مربوط به لورن و آلیس می شود و نتیجه می گیرد که دختر آلیس سال ها به طور معمول دختر لورن را مورد آزار و اذیت قرار داده است.  لورن پس از مواجهه با لورن در کنار آبشار، اعتراف می کند که از اینکه آلیس چشمانش را روی قلدری فرزندش بسته بود، ناامید شده بود و در حالی که او می خواست فالک را صدا کند با آلیس روبرو شده بود که در نتیجه آن جفت با هم دعوا کردند و آلیس افتاد و او را کتک زد.  سر روی سنگ  لورن با این باور که آلیس فقط گیج شده است به کابین برگشت و وقتی برگشت، آلیس رفته بود و برایانا او را تحت تأثیر قرار داده بود.  لورن که توسط فالک متقاعد شده است که اقدامات خود را به پلیس اعتراف کند، سعی می کند از آبشار دور شود، اما لیز می خورد و سقوط می کند و باعث می شود فالک شیرجه بزند و او را نجات دهد.
در حالی که برایانا و لورن توسط پلیس اسکورت می شوند، بتانی به فالک اعتراف می کند که دانیل معتقد بود که او به جای آلیس سوت دهنده است و آلیس سعی کرده از او محافظت کند.  سپس درایو انگشت شست را به فالک می دهد که حاوی اطلاعاتی است که فالک از آلیس درخواست کرده بود و در نهایت به دنیل اجازه داد تا به خاطر پولشویی خود با عدالت روبرو شود.

## بازیگران
- اریک بانا در نقش آرون فالک
  - آرچی تامسون در نقش آرون فالک جوان[۱]
- آنا تورو در نقش آلیس راسل[۱]
- دبورا-لی فرنس در نقش جیل بیلی[۱]
- رابین مک‌لیوی در نقش لورن[۱]
- سیسی استرینگر در نقش بتانی «بت»[۱]
- لوسی آنسل در نقش برایانا "بری"[۱]
- ژاکلین مک کنزی در نقش کارمن کوپر[۱]
- تونی بریگز در نقش ایان چیس[۱]
- جرمی لیندسی تیلور در نقش اریک فالک[۱]
- ریچارد راکسبورگ در نقش دانیل بیلی[۱]
- کنت رادلی در نقش گروهبان وینس کینگ[۱]
- اش ریکاردو در نقش جنیفر "جنی" فالک[۱]
- اینگرید تورلی در نقش مارگوت راسل[۱]
- ماتیلدا می پاوسی در نقش ربکا[۱]

## تولید
دنباله ای بر «خشک (فیلم)»، بر اساس رمان بعدی جین هارپر در سال ۲۰۱۷، «نیروی طبیعت»، در حال تولید است.  ۲۰۲۲، با شروع فیلمبرداری در ویکتوریا در ماه مه ۲۰۲۲. رابرت کانولی قرار بود کارگردانی کند و اریک بانا نقش خود را در نقش آرون فالک مجدداً بازی کند.
در سپتامبر ۲۰۲۲ اعلام شد که فیلم های IFC پس از توزیع اولین فیلم، حق پخش فیلم در آمریکای شمالی را به دست آورد.

## رهایی
این فیلم در ابتدا قرار بود در ۲۴ آگوست ۲۰۲۳ در استرالیا اکران شود. با این حال، انتشار  این فیلم به دلیل همبستگی با  حمله SAG-AFTRA در ایالات متحده، که بر تبلیغ فیلم تأثیر می گذاشت، بدون تاریخ اکران جدیدی به تعویق افتاد. در نهایت برای اکران در ۸ فوریه ۲۰۲۴ در  استرالیا پخش شد. این فیلم اولین نمایش جهانی خود را در ملبورن در ۲۱ ژانویه ۲۰۲۴ داشت.

## منبع
https://en.m.wikipedia.org/wiki/Force_of_Nature:_The_Dry_2
مشارکت کنندگان در ویکی پدیا انگلیسی.